# Seinabo Sey
Seinabo Sey (Södermalm, 7 ottobre 1990) è una cantante svedese.

## Biografia
Ha origini gambiane da parte del padre, il musicista Maudo Sey.
Il suo singolo di debutto è stato Younger, brano prodotto da Magnus Lidehäll e uscito nel novembre 2013. La canzone è stata anche remixata dal DJ norvegese Kygo. Nell'ottobre 2014 pubblica l'EP For Madeleine, dedicato alla madre, a cui ne segue uno dedicato al padre, ovvero For Maudo, uscito nel marzo 2015. 
Nell'ottobre 2015 viene quindi pubblicato il primo album in studio, che si intitola Pretend. Nel 2015 ottiene il premio come "miglior rivelazione" agli Swedish Grammy Awards.
Il suo secondo album I'm a Dream viene pubblicato il 7 settembre 2018.

## Discografia

### Album in studio
- 2015 - Pretend
- 2018 - I'm a Dream

### EP
- 2015 - For Madeleine
- 2015 - For Maudo
- 2021 - Sweet Life

### Singoli
- 2013 - Younger
- 2014 - Hard Time
- 2015 - Poetic
- 2016 - Sorry
- 2016 - Easy
- 2018 - I Owe You Nothing
- 2018 - Remember (feat. Jacob Banks)
- 2018 - Breathe
- 2018 - God in You
- 2019 - Shores (con Vargas & Lagola)
- 2021 - Sweet Life (con Waterbaby)
- 2023 – Fri till slut (con i Dina Ögon)

### Collaborazioni
- 2021 – Picture Seas (Amason feat. Seinabo Sey)